# Greencastle (Missouri)
Greencastle és una població dels Estats Units a l'estat de Missouri. Segons el cens del 2000 tenia 308 habitants.

## Demografia
Segons el cens del 2000, Greencastle tenia 308 habitants, 133 habitatges, i 75 famílies. La densitat de població era de 258,5 habitants per km².
Dels 133 habitatges en un 28,6% hi vivien nens de menys de 18 anys, en un 47,4% hi vivien parelles casades, en un 6% dones solteres, i en un 42,9% no eren unitats familiars. En el 40,6% dels habitatges hi vivien persones soles el 18,8% de les quals corresponia a persones de 65 anys o més que vivien soles. El nombre mitjà de persones vivint en cada habitatge era de 2,32 i el nombre mitjà de persones que vivien en cada família era de 3,17.
Per edats la població es repartia de la següent manera: un 28,9% tenia menys de 18 anys, un 4,9% entre 18 i 24, un 26% entre 25 i 44, un 24,7% de 45 a 60 i un 15,6% 65 anys o més.
L'edat mediana era de 37 anys. Per cada 100 dones de 18 o més anys hi havia 90,4 homes.
La renda mediana per habitatge era de 17.500 $ i la renda mediana per família de 23.438 $. Els homes tenien una renda mediana de 21.042 $ mentre que les dones 18.625 $. La renda per capita de la població era de 10.369 $. Entorn del 19,5% de les famílies i el 27,1% de la població estaven per davall del llindar de pobresa.

## Poblacions més properes
El següent diagrama mostra les poblacions més properes.